# Skrajna Kołowa Ławka
Skrajna Kołowa Ławka (słow. Predná Kolová štrbina, niem. Untere Scharte im Pflockseegrat, węg. Alsó Karótavi nyereg) – wąska przełęcz w Kołowej Grani w słowackiej części Tatr Wysokich. Oddziela ona od siebie dwie spośród trzech Kołowych Turni: Pośrednią Kołową Turnię na południowym wschodzie i Małą Kołową Turnię na północnym zachodzie.
Grań, w której położona jest przełęcz, oddziela od siebie dwie odnogi Doliny Kołowej: Bździochową Kotlinę po stronie zachodniej i Bździochowe Korycisko po stronie wschodniej. Na stronę Bździochowego Koryciska ze Skrajnej Kołowej Ławki opada stroma i krucha rynna o charakterze komina, kończąca się u dołu w piarżystym terenie.
Na Skrajną Kołową Ławkę, podobnie jak na inne obiekty w Kołowej Grani, nie prowadzą żadne znakowane szlaki turystyczne. Najdogodniejsza droga dla taterników wiedzie na siodło z południowego wschodu od strony górnej części Bździochowego Koryciska, natomiast wejście od wschodu z dolnej części tej doliny jest dość trudne (II w skali UIAA).
Pierwszego wejścia na siodło dokonali Alfréd Grósz i György Lingsch 26 sierpnia 1926 r. przy przejściu granią.
W obcojęzycznych opracowaniach podawana jest niekiedy nieprawidłowa polska nazwa Skrajna Kołowa Szczerbina. Przełęcz bywa mylona z Kołowym Karbikiem, położonym w północnej grani Małej Kołowej Turni.